# Newcrest Mining
Newcrest Mining – australijska spółka akcyjna notowana na Australian Securities Exchange, gdzie wchodzi w skład indeksu największych spółek S&P/ASX 50. Firma specjalizuje się w górnictwie złota, dodatkowo wydobywając także miedź. Jej główne kopalnie znajdują się w Australii (w stanach Nowa Południowa Walia i Wiktoria) oraz w Indonezji (na wyspach Halmahera).
Firma powstała w 1966 jako australijski oddział amerykańskiego koncernu wydobywczego Newmont Mining Corporation. W 1987 australijska spółka weszła na giełdę w Sydney. W 1990 kupiła od koncernu BHP jego dział górnictwa złota, przejęła też firmę Australmin. Nabytki te dały jej pozycję największego producenta złota w Australii. Jednocześnie firma zmieniła nazwę na obecną. W 1991 rozpoczęła inwestycje w Indonezji.